# کلاید (کارولینای جنوبی)
کلاید (به انگلیسی: Clyde) یک منطقهٔ مسکونی در ایالات متحده آمریکا است که در شهرستان دارلینگتون، کارولینای جنوبی واقع شده‌است. کلاید ۷۱٫۰۲ متر بالاتر از سطح دریا قرار دارد.